# Праздники Исландии
Праздники Исландии - официально установленные в Исландии памятные и праздничные дни, профессиональные и религиозные праздники.

## Государственные праздники
Государственными праздниками в Исландии, согласно Закону о 40-часовой рабочей неделе №88/1971 и Закону о праздниках №32/1997, считаются 16 дней в году, в том числе главне исландские церковные праздники, Первый день лета, 1 мая, 17 июня, Новый год и прочие.
| Дата        | Русское название            | Исландское название     | Комментарий                                                            |
| ----------- | --------------------------- | ----------------------- | ---------------------------------------------------------------------- |
| 1 января    | Новый год                   | Nýársdagur              | Нерабочий день                                                         |
| переходящий | Чистый четверг              | Skírdagur               | Четверг Страстной Седмицы по латинской Пасхалии                        |
| переходящий | Великая пятница             | Föstudagurinn langi     | Нерабочий день. Пятница Страстной седмицы по латинской Пасхалии        |
| переходящий | Пасха                       | Páskadagur              | День Пасхи. Устанавливается по латинской Пасхалии                      |
| переходящий | Понедельник Светлой Седмицы | Annar í páskum          | Второй день Пасхи. Устанавливается по латинской Пасхалии               |
| переходящий | Первый день лета            | Sumardagurin fyrsti     | Четверг между 19 и 25 апреля                                           |
| 1 мая       | День трудящихся             | Verkalýðsdagurinn       | Нерабочий день посвященный дню Труда, как и во многих других странах   |
| переходящий | Вознесение Господне         | Uppstigningardagur      | Шестой четверг после Пасхи по латинской Пасхалии                       |
| переходящий | День святой Троицы          | Hvítasunnudagur         | Нерабочий день                                                         |
| переходящий | День святого Духа           | Annar í hvítasunnu      | Понедельник после дня святой Троицы по латинской Пасхалии              |
| 17 июня     | День независимости          | Þjóðhátíðardagurinn     | Нерабочий день. Годовщина основания Исландской Республики в 1944 году. |
| переходящий | Выходной торговцев          | Frídagur verslunarmanna | Первый понедельник августа.                                            |
| 24 декабря  | Канун Рождества             | Aðfangadagur            | Начало в 13:00 по исландскому времени                                  |
| 25 декабря  | Рождество                   | Jóladagur               | Нерабочий день                                                         |
| 26 декабря  | Второй день Рождества       | Annar í jólum           | Второй день Рождества                                                  |
| 31 декабря  | День старого года           | Gamlársdagur            | Начало в 13:00 по исландскому времени.                                 |